# コムナルカ射撃場
座標: 北緯55度34分45秒 東経37度27分21秒 / 北緯55.57917度 東経37.45583度

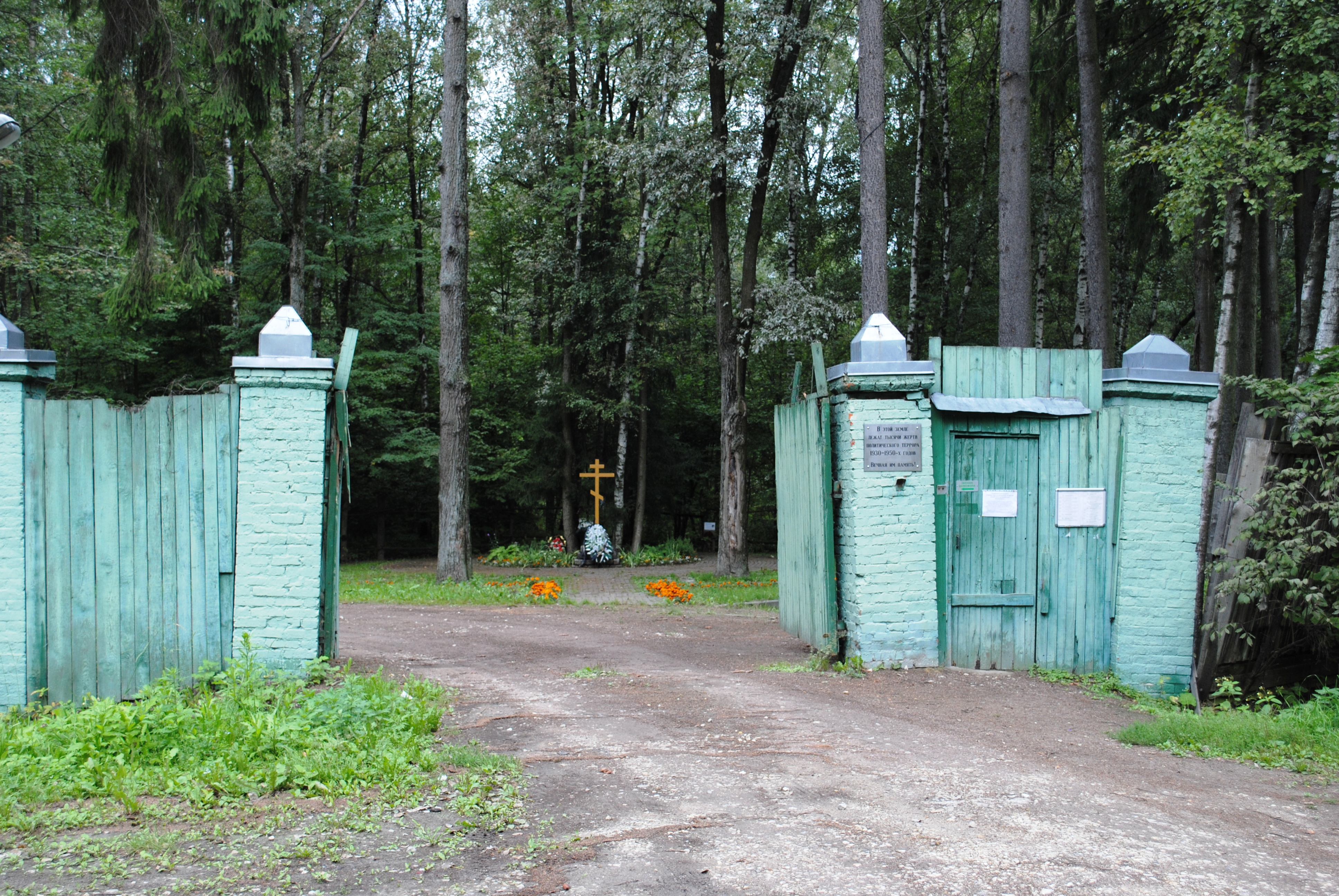
コムナルカ射撃場の入口。2012年撮影

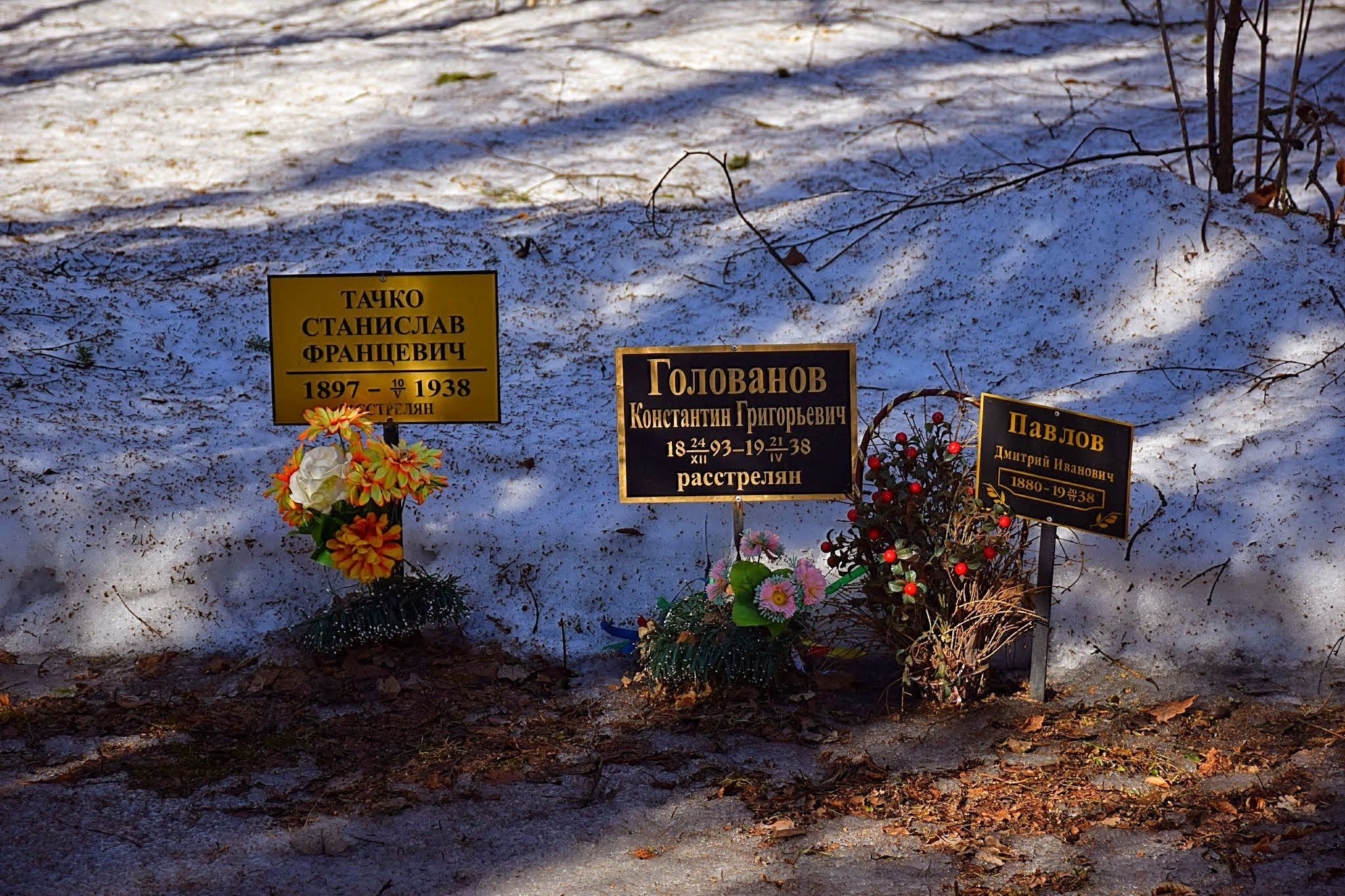
コムナルカにおける犠牲者への墓標

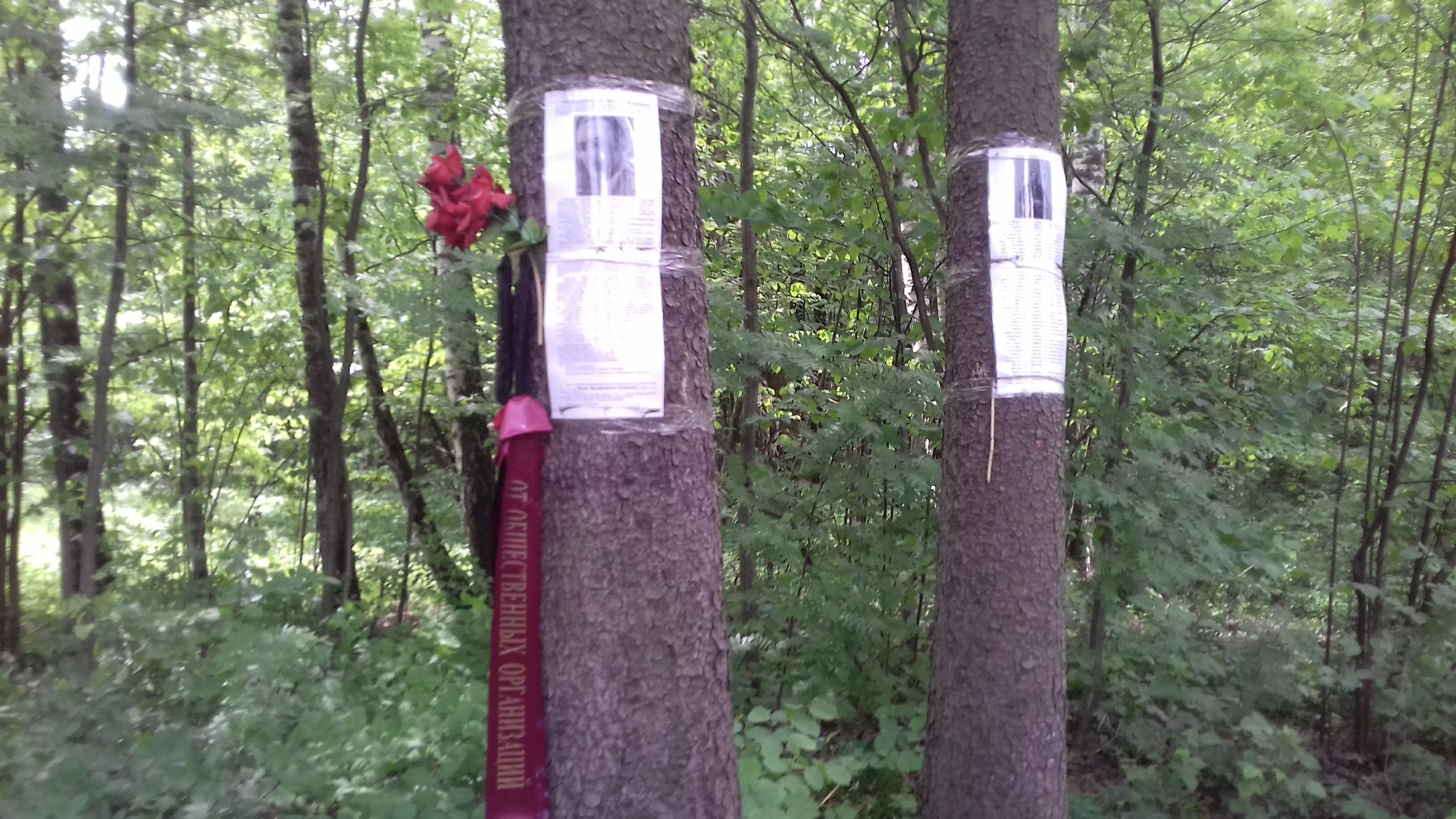
木に貼り付けられた犠牲者の写真

コムナルカ射撃場（コムナルカしゃげきじょう、ロシア語: Расстрельный полигон «Коммунарка», ラテン文字転写: Rasstrel'nyy poligon "Kommunarka"、英語: Kommunarka Shooting Ground）は、秘密警察長官であったゲンリフ・ヤゴーダのダーチャがあった場所であり、1937年から1941年にかけては集団墓所として使用された。大粛清期、NKVDによる処刑が実行され、また別の場所で処刑された遺体が埋葬のため運ばれてきたとも言われている。アルセニー・ロギンスキーは「射撃場」という語はNKVDが大粛清による大量埋葬のために確保した、神秘的かつ厳重に守られた区域の事を指す一般的な婉曲表現であった、と述べている。

## 犠牲者の身元の特定
2007年、ロシア連邦保安庁の代表者はイズベスチヤに対し約1万人の人々が殺害され、集団墓地に埋葬された可能性がある事を示唆している。 メモリアルや他団体の研究者は1990年代に埋葬された遺体のうち4,527人の身元を特定し、メモリアルの「追悼の本」初版にその名を記した。コムナルカが祈念公園として開かれる前、考古学的調査によって約6,600体の遺体が眠っている可能性が示され、さらに文献調査の結果現在の総数に到達した。
旧ソ連各地に点在する「射撃場」はその後数十年にも渡りNKVDおよびKGBの後継組織であるFSBの管理下に置かれた。しかし、1999年にようやくモスクワの南にあるブトヴォ射撃場と共にロシア正教会に土地が譲渡された。1999年11月14日にモスクワにあるどの集団墓地よりも遅く、「特別施設」の政治的弾圧の犠牲者に対する祈念のプレートが設置された、とアルセニー・ロギンスキーは述べた。ソ連時代にキリスト教への信仰のために没した教徒のために「ロシアの殉教者と告解者のために捧げる教会」がコムナルカに建てられ、以後毎年1月25日に祭日が設けられた。

## 公開と議論
2018年10月27日、祈念公園が開かれ、6,609人全ての名が「追憶の壁」を含む場所に埋葬された。また、ヤゴーダを含む名誉回復がなされていない約50人の秘密警察高級官僚をこれに含むかについての議論が巻き起こった。
メモリアルの議長であるヤン・ラチンスキ、埋葬された犠牲者の代表であるグラーグ博物館、モスクワ市の政治的弾圧の犠牲者のための委員会、そしてロシア正教会がパートナーとなり祈念公園設立の議論に携わった。委員会は全ての子孫が来訪できる墓が必要だと結論付け、コムナルカの犠牲者全てがこの対象であるとしたが、また、その犯罪が赦免されるわけではないともした。

## 著名な犠牲者
- ヤーコフ・アグラーノフ
- トビアス・アクセルロート（英語版、ドイツ語版）
- ヤーコフ・アルクスニス（英語版、ロシア語版、ラトビア語版）
- アナンディーン・アマル
- ヴァシーリー・アニシモフ（英語版、ロシア語版）
- ニコライ・アンティポフ（英語版、ロシア語版）
- ウラジーミル・アントーノフ＝オフセーエンコ（英語版、ロシア語版、ウクライナ語版）
- ユリス・アプロクス（英語版、ロシア語版、ラトビア語版）
- エルネスト・アッポガ（英語版、ロシア語版、ラトビア語版）
- アルトゥール・アルトゥゾフ
- ウルジーチーン・バドラフ（英語版、モンゴル語版）
- ジャニス・バハス（英語版、ラトビア語版）
- ミハイル・バトルスキー（英語版、ロシア語版）
- アレクサンドル・ベグザジャン
- アブラム・ベレニキー（英語版、ロシア語版）
- アレクサンドル・ベロボロドフ（英語版、ロシア語版）
- ボリス・ベルマン（チェキスト）（英語版、ロシア語版）
- マトヴェイ・ベルマン（英語版、ロシア語版）
- エドゥアルド・ベルジン
- レインゴリド・ベルジン（英語版、ラトビア語版、ロシア語版）
- ヤン・ベルジン
- アナスタシア・ビツェンコ（英語版、ロシア語版）
- ヴァーツラフ・ボグツキー（英語版、ポーランド語版、ロシア語版）
- ミハイル・ボンダレンコ
- メチスラフ・ブロンスキー（英語版、ポーランド語版、ロシア語版）
- ピョートル・ブリャンスキフ（英語版、ロシア語版）
- アンドレイ・ブーブノフ（英語版、ロシア語版）
- ニコライ・ブハーリン
- パーヴェル・ブラーノフ（英語版、ロシア語版）
- ダダシュ・ブニアザーデ
- ハイク・ブジシュキャン（英語版、アルメニア語版、ロシア語版）
- フゴ・ツェルミンシュ（英語版、ラトビア語版）
- ミハイル・チェルノフ（英語版、ロシア語版）
- セルゲイ・チェルヌィフ（英語版、ロシア語版）
- ユーリース・ダニシェヴスキス（英語版、ラトビア語版、ロシア語版）
- ヤコフ・ダヴィドフ
- テレンティー・デリバス
- ダンスランビレギーン・ドグソム（英語版、モンゴル語版）
- パーヴェル・ドィベンコ（英語版、ロシア語版、ウクライナ語版）
- ロベルト・エイヘ（英語版、ラトビア語版、ロシア語版）
- イヴァン・フェディコ（英語版、ウクライナ語版、ロシア語版）
- ピョートル・マクシモヴィチ・フェリドマン（英語版、ロシア語版）
- フィリップ・フィリポヴィチ（英語版、セルビア・クロアチア語版、セルビア語版）
- ラシード＝カーン・カプラノフ（英語版、アゼルバイジャン語版、ロシア語版）
- イリヤ・ガリカヴィー（英語版、ロシア語版）
- アレクセイ・ガースチェフ
- アナトリー・ゲッケル（英語版、ロシア語版）
- ニコライ・ギカロ
- ウラジーミル・ギッティス（英語版、ロシア語版）
- ワシーリー・グラゴレフ
- コンスタンティン・グリゴロヴィチ（英語版、ロシア語版）
- エドヴァルド・ギュッリング（英語版、フィンランド語版）
- フルィホリィ・フルィニコ（英語版、ウクライナ語版、ロシア語版）
- アクマリ・イクラモフ
- チンギス・イルディリム
- ウラズ・イサエフ（英語版、カザフ語版、ロシア語版）
- ウラジーミル・イワノフ
- ブルーノ・ヤシエニスキ（英語版、ポーランド語版）
- セミョーン・カーメネフ（英語版）
- グリゴリー・カミンスキー（英語版、ロシア語版）
- グリゴリー・カルペチェンコ（英語版、ロシア語版）
- インノケンティ・ハレプスキー（英語版、ロシア語版）
- ファイズッラ・ホジャエフ
- ヴァシーリー・フリーピン（英語版、ロシア語版）
- グリゴリー・キレーエフ（英語版、ロシア語版）
- ウラジーミル・キルション（英語版、ロシア語版）
- ウラジーミル・クリモフスキフ（英語版、ロシア語版）
- ニコライ・アンガルスキー（英語版、ロシア語版）
- ヴィリゲリム・クノーリン（英語版、ラトビア語版、ロシア語版）
- ラーザリ・コーガン（英語版、ロシア語版）
- ニコライ・コンドラチエフ
- アヴグスト・コルク（英語版、エストニア語版、ロシア語版）
- イヴァン・コソゴフ（英語版、ロシア語版）
- イェピファン・コヴチュフ（英語版、ロシア語版、ウクライナ語版）
- ニコライ・クレスチンスキー
- ニコライ・クルィレンコ（英語版、ロシア語版）
- ピョートル・クリュチコフ（英語版、ロシア語版）
- クン・ベーラ
- ウラジーミル・ラザレヴィチ（英語版、ロシア語版、ベラルーシ語版）
- エドゥアルド・レーピン（英語版、ロシア語版）
- イズライリ・レプレフスキー（英語版、ロシア語版）
- ミハイル・レヴァンドフスキー（英語版、ロシア語版）
- レフ・レーヴィン（英語版、ロシア語版）
- イヴァン・ロレンツ（英語版、ロシア語版）
- ダリザヴィン・ロソル（英語版、モンゴル語版）
- ドルジャヴィン・ルヴサンシャラフ（英語版、モンゴル語版）
- マクシム・マーゲル（英語版、ロシア語版）
- テオドール・マーリー（英語版）
- ニコライ・マルチャーク
- ジョゼフ・メールゾン（英語版、ロシア語版）
- シュマリヤ・イェフダ＝レイブ・メダリア（英語版、ロシア語版）
- スタニスラフ・メッシング
- ロムアリド・ムクレヴィチ（英語版、ポーランド語版、ロシア語版）
- ゲオルギー・ナドソン（英語版、ロシア語版）
- ジャムシード・ナヒチェヴァンスキー（英語版、アゼルバイジャン語版、ロシア語版）
- ステパン・オボーリン（英語版、ロシア語版）
- ヴァレリアン・オボレンスキー（英語版、ロシア語版）
- エドゥアルド・パンツェルジャンスキー（英語版、ロシア語版）
- カルル・パウケル（英語版、ロシア語版）
- ドミトリー・パヴロフ
- ヤーコフ・ペテルス（英語版、ラトビア語版、ロシア語版）
- オシップ・ピアトニツキー
- ボリス・ピリニャーク
- エフゲニー・ポリワーノフ
- ヤーコフ・ポポク
- ブロニスラワ・ポスクリョーブィシェワ（英語版、ロシア語版）
- ニコライ・ラッテリ
- アルカーディ・ローゼンゴリツ（英語版、ロシア語版）
- クスター・ロヴィオ（フィンランド語版）
- ヤン・ルズターク
- アレクセイ・ルイコフ
- トゥーラル・ルィスクロフ（英語版、カザフ語版、ロシア語版）
- アンドレイ・サゾントフ（英語版、ロシア語版）
- ヴァシーリー・シュミット（英語版、ロシア語版）
- アレクサンドル・セジャーキン（英語版、ロシア語版）
- アレクサンドル・セレブロフスキー（英語版、ロシア語版）
- スレン・シャドゥンツ
- ヴァシリー・シャランゴヴィチ
- ゾルビンギーン・シジェー（英語版、モンゴル語版）
- ボリス・シュミャツキー（英語版、ロシア語版）
- ヤン・シュピーリレイン（英語版、ロシア語版）
- セルゲイ・シュピーゲリグラス
- ミハイル・スヴェチニコフ（英語版、ロシア語版）
- パーヴェル・スィティン（英語版、ロシア語版）
- アレクサンドル・スヴェチン
- ブロニスラフ・タラシュケーヴィチ（英語版、ロシア語版、ベラルーシ語版）
- アレクサンドル・タラソフ＝ロディオノフ（英語版、ロシア語版）
- メール・トリリッセル
- ヨシフ・ウンシュリフト
- セミョーン・ウリツキー
- アレクサンドル・ウスペンスキー（英語版、ロシア語版）
- レオニード・ウストルゴフ（英語版、ロシア語版）
- イオアキム・ヴァツェチス
- ヤーコフ・ヤコヴレフ（英語版、ロシア語版）
- イェフィム・イェヴドキモフ（英語版、ロシア語版）
- コンスタンティン・ユレニョフ（英語版、ロシア語版）
- レオニード・ザコーフスキー
- イサーク・ゼレンスキー
- ニコライ・ジリャーエフ
- プロコピー・ズバレフ（英語版、ロシア語版）

## エリートの墓地
特に、1938年3月のいわゆる右翼トロツキスト陰謀事件に関連し有罪となった者も含め、2度のモスクワ公開裁判で有罪となったボリシェヴィキの指導者層がコムナルカに埋葬された。（1937年1月の第二回公開裁判の被告人のうち、ベロボロドフやブーブノフと言った出廷しなかった者もコムナルカに埋葬された。）
ヤゴーダについてはすでに言及がなされている。1938年3月の21人裁判の他の被告については下記の通りである。ブハーリン、ルィコフ、クレスティンスキー、ローゼンゴリツ、ウラジーミル・イヴァノフ、ミハイル・チェルノフ、イサアク・ゼレンスキー、ウズベク・ソビエトの指導者アクマリ・イクラモフ、ファイズッラ・ホジャエフ、ヴァシーリー・シャランゴヴィチ、プロコピー・ズバレフ、NKVD将校のパーヴェル・ブラーノフ、クレムリンの医師レフ・レーヴィン、イグナティー・カザコフ、ヴェニアミン・マクシモフ＝ディコフスキー、マクシム・ゴーリキーの秘書ピョートル・クリュチコフ。（リストに名前が上がっていないラコフスキー、ベッソノフおよびプレトニョフは1938年に重い禁固刑を言い渡された。彼らは後の1941年、戦争が開始され数ヶ月以内に即座に処刑された。）
モンゴル人革命家（バドラフ、ドグソム、ロソル、ルヴサンシャラ、シジェー）、作家（ピリニャーク、キルション、ヤシエニスキ）、赤軍およびNKVDの将校（アグラーノフ、ベルマン兄弟、ベルジン、コーガン、パウケル）のうち、2人は中欧出身であった。クン・ベーラは1919年に成立した短命政権であったハンガリー評議会共和国の指導者であり、元カトリック司祭のテオドーレ・マーリーは海外でソビエト連邦の工作員を募集し、1930年代中盤にはケンブリッジ・ファイヴの責任者を務めていた。

## 参照
- ブトヴォ記念碑群（英語版）、モスクワ付近
- ソ連領内の集団墓地（英語版）
- メモリアル (人権団体)
- モスクワ裁判
- サンダルモフ（英語版）記念碑群（カレリア）